# Романюк Олександр Борисович
Олекса́ндр Бори́сович Романю́к (нар. 24 серпня 1989, Вільшанка — пом. 20 вересня 2014, Дмитрівка) — лейтенант міліції, Міністерство внутрішніх справ України, учасник російсько-української війни.

## Життєпис
Народився 1989 року в селі Вільшанка Чуднівського району Житомирської області. У 2011 році закінчив Одеський державний університет внутрішніх справ. Із серпня 2013-го — оперуповноважений Київського районного відділу карного розшуку Одеського міського управління ГУ МВС.
Із серпня 2014-го — інспектор штабу, батальйон патрульної служби міліції особливого призначення «Шторм».
20 вересня 2014 року, близько 2-ї години ночі, на трасі Дніпропетровськ — Нікополь водій автобуса (що превозив із зони проведення бойових дій 34 бійців БПСМОП «Шторм»), який не відпочивав дві доби, заснув за кермом та втратив керування. Автобус з'їхав у кювет і перекинувся, більшість пасажирів дістали травми, двоє з них — лейтенант міліції Олександр Романюк і старший сержант міліції Олександр Лисоконь загинули.
Вдома лишилися батьки та двоє братів. Похований у с. Вільшанка на сільському кладовищі.
Девіз його короткого життя був такий: «Не шукай собі місце в житті, для життя себе треба створити».

## Нагороди і вшанування
За особисту мужність і героїзм, виявлені у захисті державного суверенітету та територіальної цілісності України, вірність військовій присязі під час російсько-української війни
- нагороджений 26.2.2015 орденом «За мужність» III ступеня (посмертно).
- особиста подяка від Міністра МВС України Авакова А. Б. та грошова премія за затримання трьох дезертирів, які втекли зі зброєю з села Чабанка 11 травня 2014 року.
- Його портрет розміщений на меморіалі «Стіна пам'яті полеглих за Україну» в Києві: секція 4, ряд 7, місце 25